# Paleanotus purpurea
Paleanotus purpurea är en ringmaskart som beskrevs av Rioja 1947. Paleanotus purpurea ingår i släktet Paleanotus och familjen Chrysopetalidae. Inga underarter finns listade i Catalogue of Life.